# Ясмані Лопес
Ясмані Лопес Ескаланте (ісп. Yasmany López Escalante, нар. 11 жовтня 1987) — кубинський футболіст, що грав на позиції півзахисника в клубах «Вілья-Клара» і «Сьєго-де-Авіла», а також у складі національної збірної Куби.

## Клубна кар'єра
Ясмані Лопес народився у 1987 році на Кубі, та розпочав виступи в дорослому футболі в клубі «Вілья-Клара» в 2006 році. У складі команди двічі ставав чемпіоном Куби. У 2015 році перейшов до складу команди «Сьєго-де-Авіла», у складі якої грав до 2019 року.

## Виступи за збірну
Ясмані Лопес залучався до складу молодіжної збірної Куби. У 2013 році на фінальному турнірі Золотого кубка КОНКАКАФ 2013 року, пізніше брав участь у Золотому кубку КОНКАКАФ 2015 року. Під час розіграшу Золотого кубка КОНКАКАФ 2019 року Ясмані Лопес покинув розташування національної збірної, та попросив політичний притулок у США.